# دژ شمس کلایه

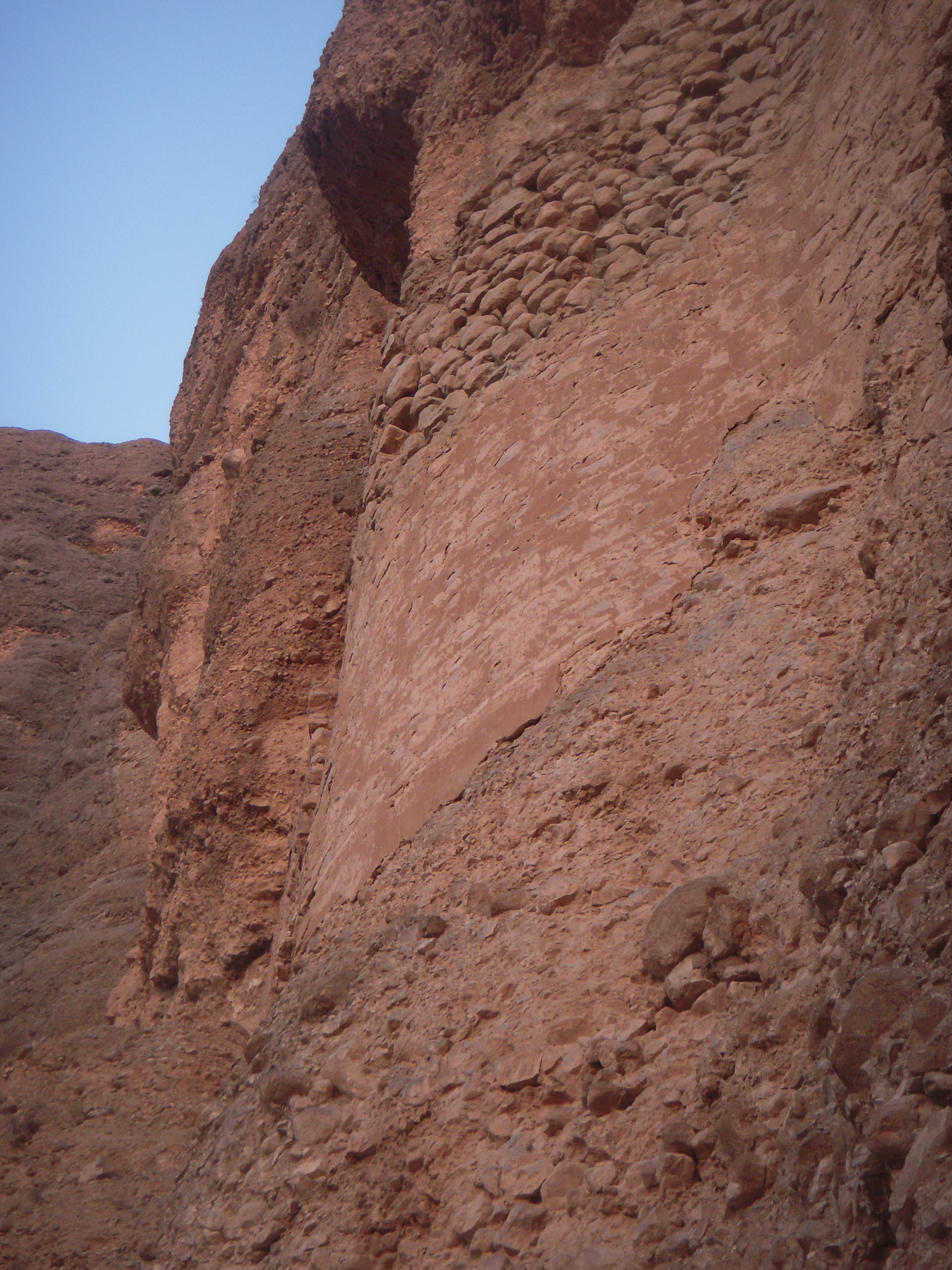
قسمت خشت چین دژ شمس کلایه

دژ شمس کلایه مربوط به دوره سلجوقیان - دوره اسماعیلیان - سدهٔ ۵ تا ۷ ه.ق است و در شهرستان قزوین، بخش رودبار الموت، دهستان معلم کلایه، روستای شمس کلایه واقع شده و این اثر در تاریخ ۲۶ دی ۱۳۸۶ با شمارهٔ ثبت ۲۰۶۱۹ به‌عنوان یکی از آثار ملی ایران به ثبت رسیده است.